# Castelletto di Branduzzo
Castelletto di Branduzzo là một đô thị ở tỉnh Pavia trong vùng Lombardia của Ý, có cự ly khoảng 45 km về phía nam của Milan và khoảng 14 km về phía tây nam của Pavia. Tại thời điểm ngày 31 tháng 12 năm 2004, đô thị này có dân số 1.041 người và diện tích là 11,5 km².
Castelletto di Branduzzo giáp các đô thị sau: Bastida Pancarana, Bressana Bottarone, Casatisma, Lungavilla, Pancarana, Pizzale, Verretto.